# 山鹿市消防本部
山鹿市消防本部（やまがししょうぼうほんぶ）は、熊本県山鹿市の消防部局（消防本部）。

## 沿革
山鹿市消防本部の紹介 消防の経過概要参照。

## 組織図

### 山鹿市消防本部

#### 消防総務課
- 総務係
- 管理係
- 消防団係

#### 予防課
- 予防係
- 指導係
- 危険物係

#### 警防通信指令課
- 警防係
- 通信一係・二係
- 情報管理一係・二係

#### 消防署
- 消防一課
- 消防二課
- 分署

※2017年4月1日現在

## 消防署
| 消防署                        | 住所             | 分署                                              |
| ----------------------------- | ---------------- | ------------------------------------------------- |
| 山鹿消防署 （消防本部と兼用） | 山鹿市南島1270-1 | 東：山鹿市鹿本町庄1695 鹿北：山鹿市鹿北町四丁1612 |

※2017年4月1日現在

## 消防自動車等の配備台数
- ポンプ車：1台
- タンク車：4台
- 梯子車：1台
- 救助工作車：1台
- 資機材搬送車：1台
- 指揮車：1台
- 高規格救急車：5台
- 広報車：4台
- 連絡車：2台
- 消防団車：1台
- その他：2台

計：23台

※2017年4月1日現在